# Tân Phú (thị trấn in Đồng Nai)
Tân Phú is de hoofdplaats van het district Tân Phú, een van de districten van de provincie Đồng Nai, in het zuiden van Vietnam. Dit gedeelte wordt ook wel Đông Nam Bộ genoemd. Định Quán ligt ongeveer 100 kilometer ten noordoosten van Ho Chi Minhstad en ongeveer w0 kilometer ten westen van Hồ Trị An.
Tân Phú ligt aan de Quốc lộ 20, de weg die Quốc lộ 1A bij Dầu Giây met Đà Lạt in de provincie Lâm Đồng verbindt.